# Paraphlepsius blockeri
Paraphlepsius blockeri är en insektsart som beskrevs av Paul S. Cwikla 1980. Paraphlepsius blockeri ingår i släktet Paraphlepsius och familjen dvärgstritar. Inga underarter finns listade i Catalogue of Life.